# Église Saint-Symphorien de Morestel
L’église gothique Saint-Symphorien est une église catholique située à Morestel, dans le département de l'Isère, en région Auvergne-Rhône-Alpes, en France. L'édifice est  inscrit au titre des monuments historiques.

## Historique
L'édifice est l'ancienne chapelle du couvent des Augustins, devenue l'église paroissiale de Morestel, le 15 août 1791, à la suite de la désaffection de l’ancienne église en lieu et place du collège actuel, laquelle menaçait de s'effondrer et du fait que l'ensemble des biens des Augustins soient devenus biens de la Nation le 13 juillet de cette même année.
Bâtie au XVe siècle, l'église est partiellement inscrite au titre des monuments historiques par arrêté du 22 septembre 1972. Elle est protégée à l'exclusion du clocher. La cloche, du 1628, en bronze, de note mi, est d'un diamètre de 110 cm et porte des inscriptions latines.
L'architecte isérois Alfred Berruyer (1819-1901), architecte diocésain de Grenoble, est l'auteur de la rénovation avec sa lanterne gothique ornée sur l'un de ses angles d'une tourelle à poivrière. L'intérieur a été rénové en 1998-1999 et le vitrail central, réalisé par Christophe Berthier, a été inauguré en avril 1999.

## Localisation

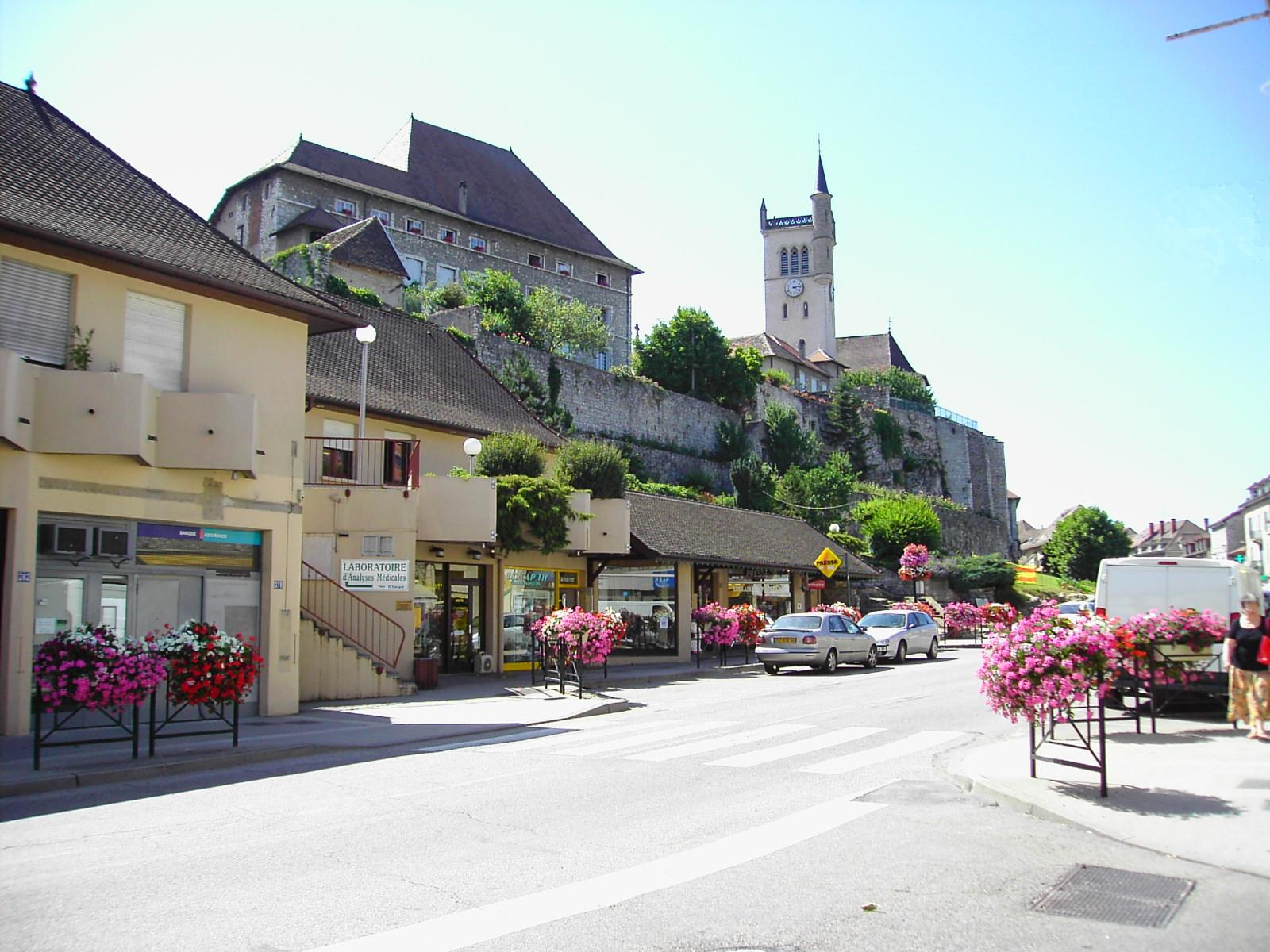
L'église depuis le centre-ville

L'église Saint-Symphorien de Morestel est située dans le centre de l'agglomération, au n° 171 de la rue Auguste-Ravier. Elle est perchée sur une légère élévation par rapport au reste de la commune, permettant ainsi d'identifier l'ancien bourg médiéval. Ancienne chapelle du couvent des Augustins, elle borde les remparts et domine ainsi la place du marché de la cité et l'ancienne route nationale.

## Description
De type gothique primaire, l'église est surmontée d'un haut clocher dont le quatrième angle est flanqué d’une tourelle à poivrière longue et saillante, rendant visible cette construction médiévale depuis la majeure partie du territoire de l'agglomération de Morestel et de ses environs. Au niveau intérieur, l'église paroissiale présente une nef voûtée sur croisées d’ogives avec un chœur profond, fermé par une abside à pans coupés.
Le clocher abrite quatre cloches, la plus ancienne, datant de 1528, provient de l'ancien clocher des Augustins et pèse 500kg, la plus petite datant de 1739, pèse 70kg et provient de la tour médiévale qui a été offerte ainsi que l’horloge, à l’église, par la famille de Quinsonas. Enfin, les deux autres cloches, plus récentes, datent de 1901.